# Калашян, Павел Арутюнович
Павел Арутюнович Калашян — советский хозяйственный и государственный деятель, лауреат Государственной премии СССР за выдающиеся достижения в труде.

## Биография
Родился в 1939 году в Армянской ССР. Член КПСС.
В 1958—1961 годах — военнослужащий Советской армии.
В 1961—1991 годах — бригадир наладчиков Ереванского электролампового завода производственного объединения «Армэлектросвет».
Лауреат Государственной премии Армянской ССР.
За большой личный вклад в изыскание и использование резервов роста производства и повышения его эффективности был в составе коллектива удостоен Государственной премии СССР за выдающиеся достижения в труде 1984 года.
Депутат Верховного Совета Армянской ССР 10-11-го созывов.
Жил в Ереване.

## Награды
- Орден Ленина
- Орден Трудового Красного Знамени